# Újhartyán
Újhartyán [újharťán] (německy Hartian, Neuhartian, slovensky Nové Chrťany) je město v Maďarsku v župě Pest, spadající pod okres Dabas. Nachází se asi 23 km jihovýchodně od Budapešti. V roce 2015 zde žilo 2 753 obyvatel. Dle údajů z roku 2011 je tvoří 93,4 % Maďaři, 40,1 % Němci, 0,5 % Slováci a 0,4 % Rumuni.
V blízkosti Újhartyánu prochází dálnice M5. Na Újhartyán je zde výjezd 44.
Nejbližšími městy jsou Albertirsa, Dabas, Monor, Ócsa, Örkény a Pilis. Blízko jsou též obce Dánszentmiklós, Hernád, Inárcs, Kakucs, Nyáregyháza a Újlengyel.